# 小行星5275
小行星5275（英語：5275 Zdislava）是一颗围绕太阳公转的小行星。1986年10月28日，茲丹卡·瓦弗洛娃在克列特发现了此天体。
这颗小行星的绝对星等为108.59070等。